# Harold Macmillan
Maurice Harold (Harold) Macmillan, Graaf van Stockton (Londen, Engeland, 10 februari 1894 – Danehill, Engeland, 29 december 1986) was een Brits politicus van de Conservatieve Partij en premier van het Verenigd Koninkrijk en partijleider van de Conservatieve Partij van 1957 tot 1963.

## Biografie
Macmillan studeerde te Oxford maar brak deze studies af om in het Britse leger te dienen tijdens de Eerste Wereldoorlog. Hij bereikte de rang van kapitein en vocht onder andere aan de Somme. Na de oorlog trad hij in dienst bij de door zijn grootvader opgerichte uitgeverij MacMillan Publishers, waar hij van 1920 tot 1940 directeur was. Uit zijn huwelijk met lady Dorothy Cavendish werden vier kinderen geboren.
Macmillan behoorde tot de Conservatieve Partij, waarvoor hij in 1924 tot lid van het Lagerhuis werd verkozen. Hij bleef dit tot 1945, met een onderbreking tussen 1929 en 1931. Hij schreef vele economische studies waarin hij geregeld kritiek uitte op het beleid van de conservatieve regering. In 1940 werd hij parlementair secretaris van de minister van Bevoorrading, in 1942 onderstaatssecretaris van Koloniën en in 1945 staatssecretaris van de Luchtmacht. In 1951 werd hij minister van Woningbouw, in 1954 minister van Defensie, in 1955 korte tijd minister van Buitenlandse Zaken en daarna in 1955 minister van Financiën.
Op 10 januari 1957 volgde hij Anthony Eden, die na de Suezcrisis ontslag moest nemen, op als premier en werd hij enkele weken later verkozen tot partijvoorzitter van de conservatieven. Onder zijn leiding werd de welvaartsstaat verder uitgebouwd en vroeg zijn land het lidmaatschap aan van de Europese Economische Gemeenschap (EEG). Deze aanvraag werd afgewezen door toedoen van de Franse president Charles de Gaulle. De regering-Macmillan zorgde verder voor dekolonisatie in Afrika en Azië en bouwde ook de Britse kernmacht uit.
Op 18 oktober 1963 moest Macmillan ontslag nemen vanwege de Profumo-affaire en zijn zwakke gezondheidstoestand. Daarna was hij nog kanselier van de universiteit van Oxford en vanaf 1984 als Lord Stockton lid van het Hogerhuis, waar hij erg kritisch was tegenover het beleid van Margaret Thatcher. Hij zetelde er tot aan zijn dood in 1986.

## Overlijden
Op 29 december 1986 overleed Macmillan, de 1ste earl van Stockton, ruim 92 jaar oud, op Birch Grove, zijn landhuis aan de rand van Ashdown Forest bij Chelwood Gate in Danehill, East Sussex.
Margaret Thatcher roemde hem 'een zeer opmerkelijk man en een zeer groot patriot', en zei dat zijn afkeer van haar 'verkopen van het familiezilver' nooit tussen hen was gekomen. Hij was 'graag gezien bij het Britse volk'.

## Erkenning
1984: Four Freedoms Award Algemene vrijheidsprijs
- Bibsys: 90125685
- Bibliothèque nationale de France: cb12035125w (data)
- CiNii: DA01475615
- Gemeinsame Normdatei: 118729985
- International Standard Name Identifier: 0000 0000 8124 7195
- Library of Congress Control Number: n50042715
- MusicBrainz: 0ad2ae48-bad5-4caa-935f-640db21d9a80
- National Archives and Records Administration: 10580928
- Nationale Bibliotheek van Tsjechië: jn20000701111
- Nationale bibliotheek van Australië: 35320497
- Nationale Bibliotheek van Israël: 987007264975405171
- Nationale Bibliotheek van Polen: a0000001221234
- Nederlandse Thesaurus van Auteursnamen: 070701601
- Istituto Centrale per il Catalogo Unico: DDSV210034
- LIBRIS: 230865
- SNAC: w6r89465
- Système universitaire de documentation: 028534476
- Trove: 200669
- Virtual International Authority File: 46776864
- WorldCat: E39PBJmDqXXXMvHf4JvV9FMkjC

Walpole · 
Compton · 
Pelham · 
Pelham-Holles · 
Cavendish · 
Stuart · 
G. Grenville · 
Charles Watson-Wentworth · 
Pitt de Oudere · 
FitzRoy · 
North · 
Petty · 
Cavendish-Bentinck · 
Pitt de Jongere · 
Addington · 
W.W. Grenville · 
Perceval · 
Jenkinson · 
Canning · 
Robinson · 
Wellesley · 
Grey · 
Lamb · 
Peel · 
Russell · 
Smith-Stanley · 
Hamilton-Gordon · 
Temple · 
Disraeli · 
Gladstone · 
Gascoyne-Cecil · 
Primrose · 
Balfour · 
Campbell-Bannerman · 
Asquith · 
Lloyd George · 
Law · 
Baldwin · 
MacDonald · 
Chamberlain · 
Churchill · 
Attlee · 
Eden · 
Macmillan · 
Douglas-Home · 
Wilson · 
Heath · 
Callaghan · 
Thatcher · 
Major · 
Blair · 
Brown · 
Cameron · 
May · 
Johnson · 
Truss ·
Sunak ·
Starmer